# Udo Quellmalz
Udo Quellmalz   (Leipzig, 8 de març de 1967), conegut com a Quelle, és un judoka alemany, ja retirat, guanyador de dues medalles olímpiques. Va competir sota bandera de la República Democràtica Alemanya fins a la reunificació alemanya de 1990.
El 1988, va prendre part en els Jocs Olímpics d'Estiu de Seül, on quedà eliminat en sèries en la competició del pes semi lleuger del programa de judo. Quatre anys més tard, als Jocs de Barcelona, guanyà la medalla de bronze en la mateixa competició. El 1996, als Jocs d'Atlanta, disputà els seus tercers, i darrers, Jocs Olímpics. En ells aconseguí el seu èxit esportiu més important en guanyar la medalla d'or en la mateixa competició.
En el seu palmarès també destaquen quatre medalles en el Campionat del Món de judo, dues d'or, una de plata i una de bronze, així com tres medalles en el Campionat d'Europa de judo, una de plata i dues de bronze.
Una vegada retirat va dirigir diversos equips, entre ells la selecció austríaca i qatariana. Des del 2022 dirigeix la selecció flamenca de judo.